# Dobrun
Dobrun é uma comuna romena localizada no distrito de Olt, na região de Oltênia. A comuna possui uma área de 37.27 km² e sua população era de 1463 habitantes segundo o censo de 2007.